# Eugenia dumosa
Eugenia dumosa là một loài thực vật có hoa trong Họ Đào kim nương. Loài này được (Vahl) DC. mô tả khoa học đầu tiên năm 1828.